# Серджіо Піццорно
Сержіо Піццорно (* 15 грудня 1980, Ньютаун Еббот, Девон, Англія) — британський гітарист, продюсер, один з засновників гурту «Kasabian». Після того як Крістофер Карлофф залишив гурт у 2006-му, Піццорно став основним автором пісень колективу.

## Життєпис
Дід Серджіо емігрував до Англії з Італії, з міста Генуя. Його син, батько Серджіо, одружився з англійською вчителькою. Попри те, що все своє життя він прожив у Лестері, але народився він у невеликому містечку Ньютаун-Еббот (Newton Abbot).
У віці 12 років він почав захоплюватись рейв-музикою, у своїй кімнаті - за допомогою семплеру та комп'ютеру Atari - він пробував записувати треки у стилі хард-техно. У 1994 він почув Oasis і, за особистими словами, «прозрів остаточно». На 15-й день народження батьки подарували йому гітару Vantage за 65 фунтів. Першою піснею, яку він розучив, стала «Live Forever».

### Kasabian
Разом зі своїм шкільним товаришем, він організував гурт. Переломним для хлопців став 2004 рік коли був підпісаний контракт з компанією BMG. У вересні 2004 виходить однойменний дебютник. Восени гурт об'їхав з туром всю Британію. Заключний концерт відбувся у 24-ий день народження Серджіо, у лондонському концертному залі Brixton Academy.
Після того, як Кріс Карлофф залишив колектив, Піццорно став першою особою у Kasabian. Він пише пісні, займається аранжуванням; також він був продюсером синглів, які виходили на підтримку третього студійного альбому.

### Інші проєкти
У травні 2019 року Серджіо започаткував сольний проєкт з назвою The S.L.P.. Перший сингл має назву "Favourites" й був записаний за участі британської реперки Little Simz.

### Особисте життя
Має дружину Емі та двох дітей: Енніо Сілва Піццорно і Лучіо.

### Співпраця
Разом з Карлоффом та своїм кумиром, DJ Shadow, вони записали сумісний трек The Tiger. Він увійшов до альбому The Outsider.

## Цікаві факти
- На першому концерті британського туру 2005 року, хтось з фанів кинув у Серджіо пляшкою, через що він не зміг далі продовжувати концерт.[3]
- Після виступу на V Festival, Піццорно напився до такої міри, що прокинувся у гримерці гурту Scissor Sisters. До тями його привела вокалістка Ана Матронік. З тих пір вони добрі друзі.